# شينكس
ليونيل بيكنز (4 ديسمبر 1983 – 17 ماي 2015)، معروف بشكل كبير باسمه الفني شينكس (سابقا شينكس دراغز، Chinx Drugz)، كان مغني راب من كوينز، نيويورك. كان عضوا في Rockaway Riot Squad جنبا إلى جنب مع زميله مغني الراب المقتول Stack Bundles و Bynoe و $Cau2G.التحق شينكس لاحقا بمجموعة كوك بويز و التي هي أيضا شركة تسجيلات، و تضم زاك، ميتسمس، فيلوس، و ليل درك. توفي بإصابة قاتلة بعيار ناري بعد إطلاق نار من السيارة في جامايكا، كوينز، في 17 ماي 2015.

## روابط خارجية
- شينكس على موقع ميوزك برينز (الإنجليزية)
- شينكس على موقع أول ميوزيك (الإنجليزية)
- شينكس على موقع ديسكوغز (الإنجليزية)